# Блокхауз
Блокхауз (превод: колиба), раније и бастид, је првобитно била брвнара предвиђена за самосталну одбрану. Касније, назив се проширује и на фортификацијски ватрени објекат уређен за кружну одбрану. Обично има склониште и вишеспратни систем ватре. Може се сматрати једном врстом бункера или чардака.
Блокхаузи су подизани махом у шумским и планинским предјелима, и ондје гдје је требало штитити комуникације или одржавати власт над становништвом. Због те намјене сличан је чардаку.
Од рата за баварско насљеђе 1778−1779. се све више граде јер су се показали погодни за одбрану граница. Првобитно се често поставља и у тврђаве, али је појавом бризантног зрна ово напуштено.
Облик је на почетку правоугаон, касније крстаст, понекад шестоугаони, округли или полигонални. Зидови су од једног или два реда балвана. Стални б. се граде од камена или опеке.
У нашим крајевима блокхаузе граде прво Аустроугари послије окупације Босне и Херцеговине 1878. дуж главних комуникација. У Другом свјетском рату Нијемци, Италијани и квислинзи подижу неколико хиљада једноспратних и двоспратних б. окружених бодљикавом жицом и минама.
Послије Другог свјетског рата блокхаузи су у ствари бункери с примарном намјеном заштите објеката у позадини. У француском језику се сви стални бункери зову блокхауз.